# Euphorbia barnardii
Euphorbia barnardii ist eine Pflanzenart aus der Gattung Wolfsmilch (Euphorbia) in der Familie der Wolfsmilchgewächse (Euphorbiaceae).

## Beschreibung
Die sukkulente Euphorbia barnardii bildet kleine Sträucher bis 75 Zentimeter Höhe aus. Aus einer knolligen Wurzel, die unter der Erdoberfläche in Triebe übergeht, werden sehr viele oberirdische Zweige ausgebildet. Diese sind fünf- bis sechskantig und mit Einschnürungen in 10 Zentimeter lange und 7 Zentimeter breite Abschnitte gegliedert. Die etwas geflügelten Kanten sind mit flachen Zähnen besetzt, die in einem Abstand von 1 Zentimeter zueinander stehen. Die vereinigten Dornschildchen bilden einen Hornrand aus. Es bis zu 1 Zentimeter lange Dornen ausgebildet. Die Nebenblattdornen sind sehr klein und auf beiden Seiten der Blütenständen sind weitere, sehr kleine Dornen vorhanden.
Der Blütenstand besteht aus einzelnen und einfachen Cymen, die an 1 Millimeter langen Stielen stehen. Die Cyathien werden bis 9 Millimeter groß. Die länglichen Nektardrüsen sind gelb gefärbt und berühren sich. Die stumpf gelappte Frucht ist nahezu sitzend und wird 9 Millimeter groß. Über den Samen ist nichts bekannt.

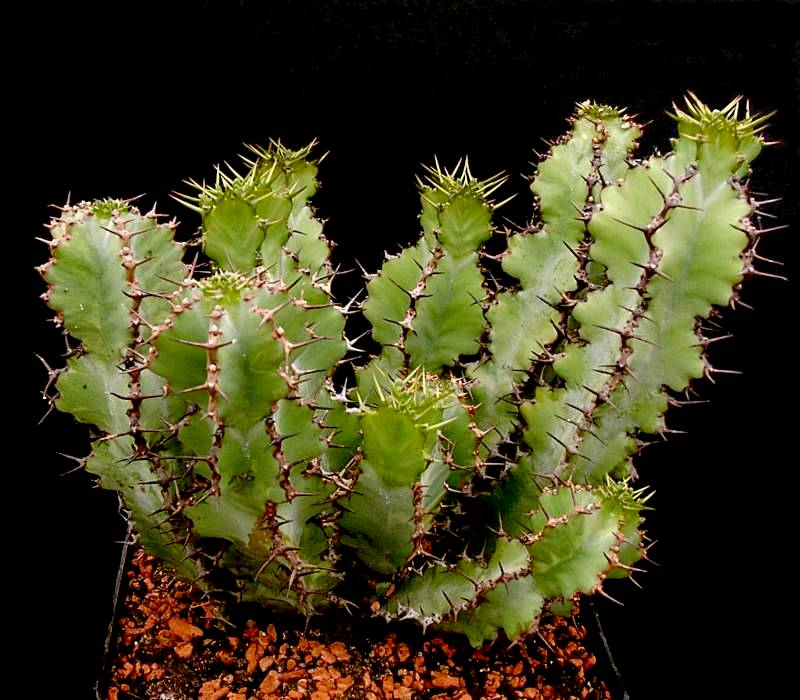
Habitus
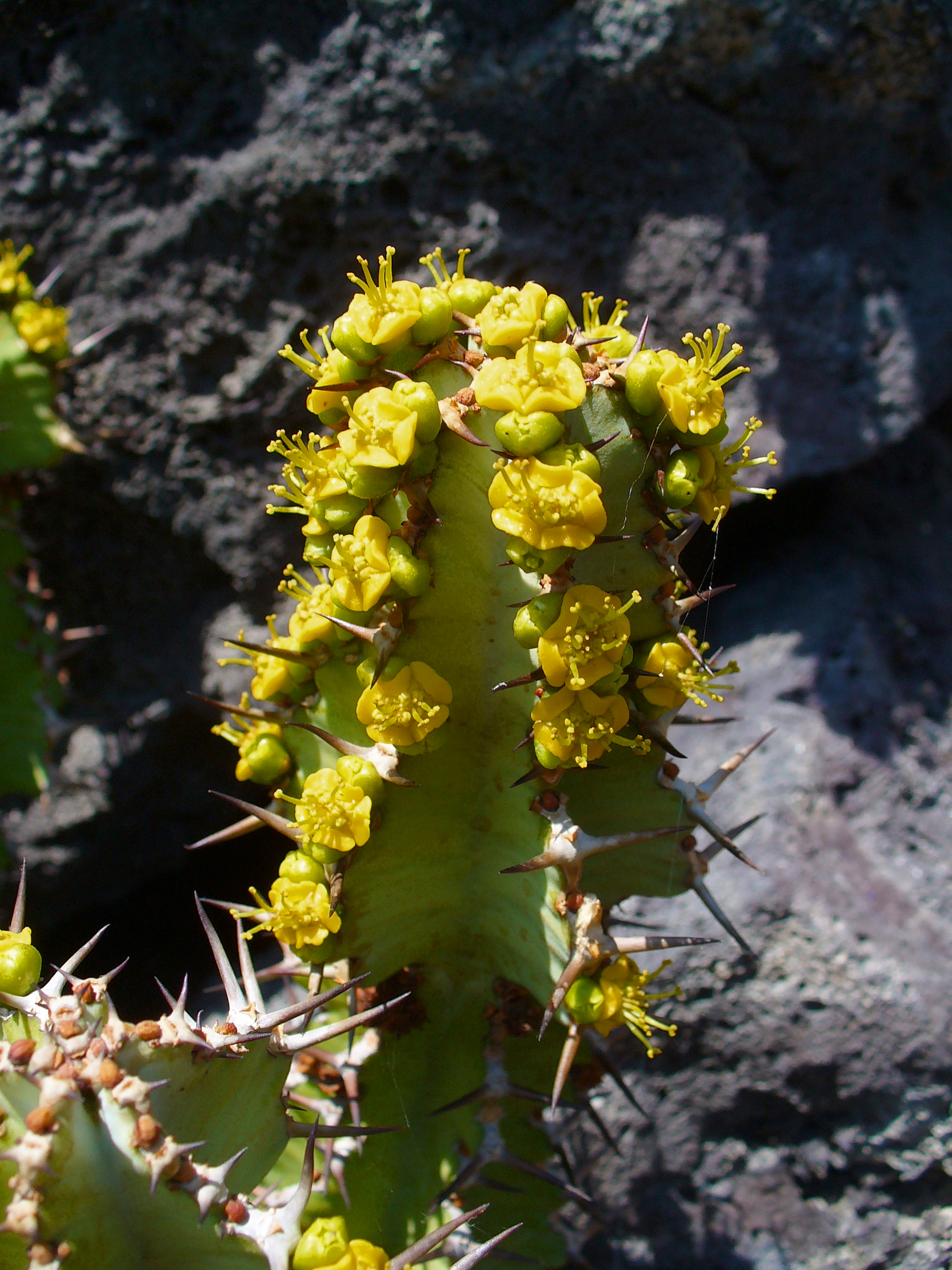
Blüten
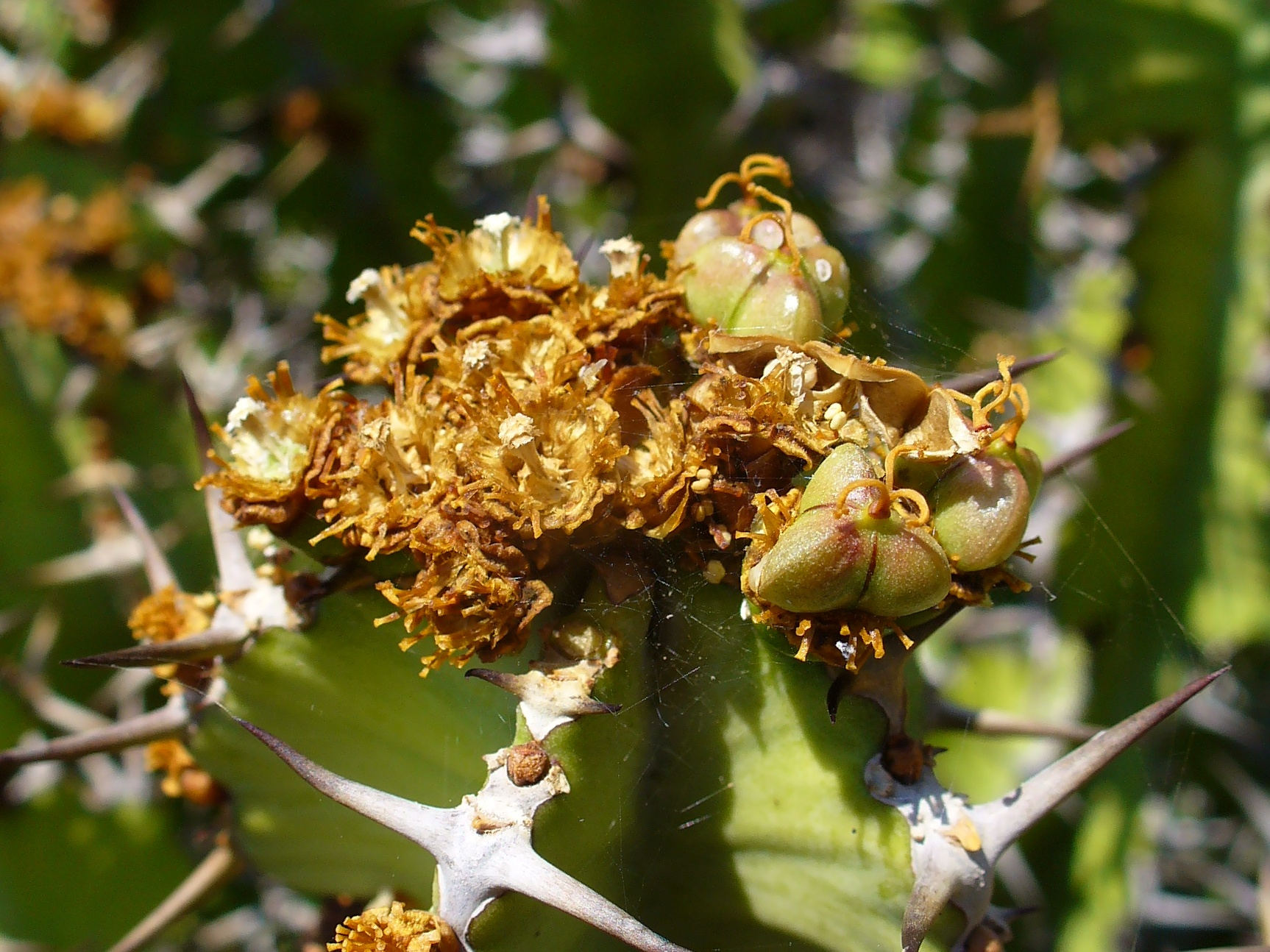
Unreife Früchte

## Verbreitung und Systematik
Euphorbia barnardii ist in Südafrika in der Provinz Mpumalanga in der Gegend von Mashishing auf trockenen, sandigen Böden in Höhenlagen von 900 bis 1100 Meter verbreitet.
Die Erstbeschreibung der Art erfolgte 1941 durch Alain Campbell White, Robert Allen Dyer und Boyd Lincoln Sloane.